# Jairo Picado
Jairo Picado Agüero (Ciudad Cortés, Osa, 13 de mayo de 1990) es un futbolista costarricense que juega como delantero y actualmente milita con el Sporting San José de la Segunda División de Costa Rica.

## Clubes
| Club              | País       | Año               | Partidos | Goles |
| ----------------- | ---------- | ----------------- | -------- | ----- |
| Selección de Osa  | Costa Rica |                   |          |       |
| Municipal Liberia | Costa Rica | 2015              | 0        | 0     |
| Barrio México     | Costa Rica | 2016 - Actualidad | 0        | 0     |
| Total             |            |                   | 0        | 0     |